# Neodohrniphora prolixa
Neodohrniphora prolixa är en tvåvingeart som beskrevs av Brown 2001. Neodohrniphora prolixa ingår i släktet Neodohrniphora och familjen puckelflugor.
Artens utbredningsområde är Ecuador. Inga underarter finns listade i Catalogue of Life.